# Плимут (Небраска)
Плимут (енгл. Plymouth) град је у америчкој савезној држави Небраска.

## Демографија
По попису из 2010. године број становника је 409, што је 68 (-14,3%) становника мање него 2000. године.
| Група             | 2000.       | 2010.       |
| Белци             | 472 (99,0%) | 405 (99,0%) |
| Афроамериканци    | 0 (0,0%)    | 0 (0,0%)    |
| Азијати           | 0 (0,0%)    | 0 (0,0%)    |
| Хиспаноамериканци | 4 (0,8%)    | 4 (1,0%)    |
| Укупно            | 477         | 409         |